# Garcinia aphanophlebia
Garcinia aphanophlebia là một loài thực vật có hoa trong họ Bứa. Loài này được Baker mô tả khoa học đầu tiên năm 1889.